# 메이비 (가수)
메이비(MayBee, 본명: 김은지, 1979년 9월 10일 ~ )는 대한민국의 가수이자 작사가, 싱어송라이터이다. 한편 메이비는 <파라파라 퀸>으로 가수 데뷔 예정이었으나 앨범 발매 직전 소속사의 결정에 의해 소유진으로 변경됐다.

## 인물
- 메이비는 윤상현과 2014년 4월 소개팅을 통해 인연을 맺고 7월부터 연인으로 발전했으며 약 8개월 만에 혼인을 결정해 결혼 소식을 알렸다.
- 2015년 2월 8일 결혼식을 올렸다.[2]

## 학력
- 양곡초등학교
- 양곡중학교
- 창원문성고등학교

## 연기 활동

### 드라마
- 2010년 MBC 아침드라마 《분홍립스틱》 ... 박정희 역
- 2011년 KBS2 추석특집극 《노리코, 서울에 가다》 ... 준코 역
- 2016년 JTBC 금토드라마 《욱씨남정기》 ... 은행원 역 (특별출연)

### 뮤직비디오
- 2010년 임창정 - 잊혀지는 이별
- 2008년 먼데이키즈 - Never say goodbye

## 음악 활동

### 음반
- 2004년 혼잣말
- 2006년 4월 6일 1집 A Letter From Abell 1689
- 2006년 11월 23일 중천 OST - 중천의 기억
- 2007년 8월 29일 내 생애 최악의 남자 OST - Go Maybee
- 2007년 10월 4일 2집 Luv Cloud
- 2008년 8월 11일 어쩜 좋아
- 2008년 12월 30일 라이야
- 2011년 9월 22일 Goodbye Valentine
- 2013년 2월 28일 3 Women In Inotia
- 2013년 8월 20일 잘 지내니
- 2013년 10월 21일 내일도 맑음
- 2013년 12월 18일 Odd Eye
- 2014년 10월 15일 식다
- 2015년 2월 9일 봉숭아 물들다

### 작사
- 2001년 반달곰 내사랑 OST 리치 - It's All Right
- 2001년 리치 - 꺼져 / 괜찮아 / Break Up
- 2002년 보보 2집 - 마지막 겨울 / 예감했던 이별
- 2002년 피플크루 4집 - 사랑 그리고 기다림 / Love scene
- 2002년 하리수 2집 - Happy My Life / Red
- 2002년 이기찬 6집 - 이연(異緣)
- 2003년 이효리 1집 - 10 Minutes / Remember Me
- 2003년 브이원 1집 - 경고
- 2003년 M 1집 - 착각 / FOR YOU
- 2003년 장나라 3집 - My Boy
- 2004년 하리수 3집 - FOXY LADY
- 2004년 테이 1집 - 단념
- 2004년 MC몽 1집 - 너에게 쓰는 편지 / 그래도 남자니까 / 사랑이란 / My Memory In 1995
- 2004년 클릭비 베스트 - 스캔들
- 2004년 김종국 2집 - 중독 / 하루만 / 용서
- 2005년 BMK 2집 - 뒷모습
- 2005년 조성모 6집 - 결혼해주겠니
- 2005년 린 3집 - Naughty Girl
- 2005년 전혜빈 1집 - Pinky
- 2005년 장우수 1집 - 3.14...(Circle Ratio) / 습관 / 사진 속에.. / You're My Everything
- 2005년 원투 2집 - Memories
- 2005년 핑클 디지털 싱글 - Butterfly
- 2006년 이효리 2집- Get ya / Shall We Dance / Straight Up
- 2006년 노을 3집 - 남자라서
- 2006년 브라운 아이드 걸스 1집 - 끈
- 2006년 MC몽 3집 - 기도 (feat.박효신) / 독(毒)
- 2006년 나우 1집 - 반대말
- 2007년 9회말 2아웃 OST 정재욱 - Stay
- 2007년 위대한 캣츠비 OST MC몽 - So Fresh (feat. 김태우) / 맥 - Like A Star
- 2010년 Blue Brand 2집 - 아무 말도 하지마 (feat.K.will)
- 2011년 SG워너비 7집 - 다시 사랑할 수 있다면
- 2012년 에이핑크 1집 - 고양이
- 2013년 소지섭 미니앨범 2집 - 소풍 (feat.윤하)
- 2013년 엠블랙 미니앨범 5집 - 소녀

## 방송 활동

### TV
- 2007년 SBS 《퀴즈 육감대결》
- 2019년 SBS 《동상이몽 2 - 너는 내 운명》 : 2019년 3월 11일 ~ 2019년 11월 4일

### 라디오
- 2006년 10월 9일 ~ 2010년 4월 18일: KBS 쿨FM 《메이비의 볼륨을 높여요》 진행 DJ

## 홍보대사
- 2008년 투르드코리아 재팬 2008 홍보대사

## 수상
- 2006년 제13회 대한민국문화연예대상 작사상

## 가족 관계
- 배우자 : 윤상현 (1973년 9월 21일 ~ )
  - 장녀 : 윤나겸 (2015년 12월 4일 ~ )
  - 차녀 : 윤나온 (2017년 5월 21일 ~ )
  - 장남 : 윤희성 (2018년 12월 24일 ~ )